# Franco francês

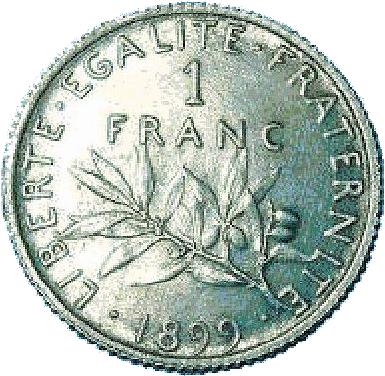
Um franco francês, de 1899.

O franco francês era a moeda oficial da França, que circulou no território continental francês e na Córsega, em três períodos:
- de 1360[1] a 1641
- De 14 de abril de 1795 a 31 de dezembro de 1959 (franco "antigo")
- De 1 de janeiro de 1960 a 17 de fevereiro de 2002, quando foi substituído pelo Euro. (novo franco, redenominado para franco em 1963 e equivalente a 100 francos antigos)

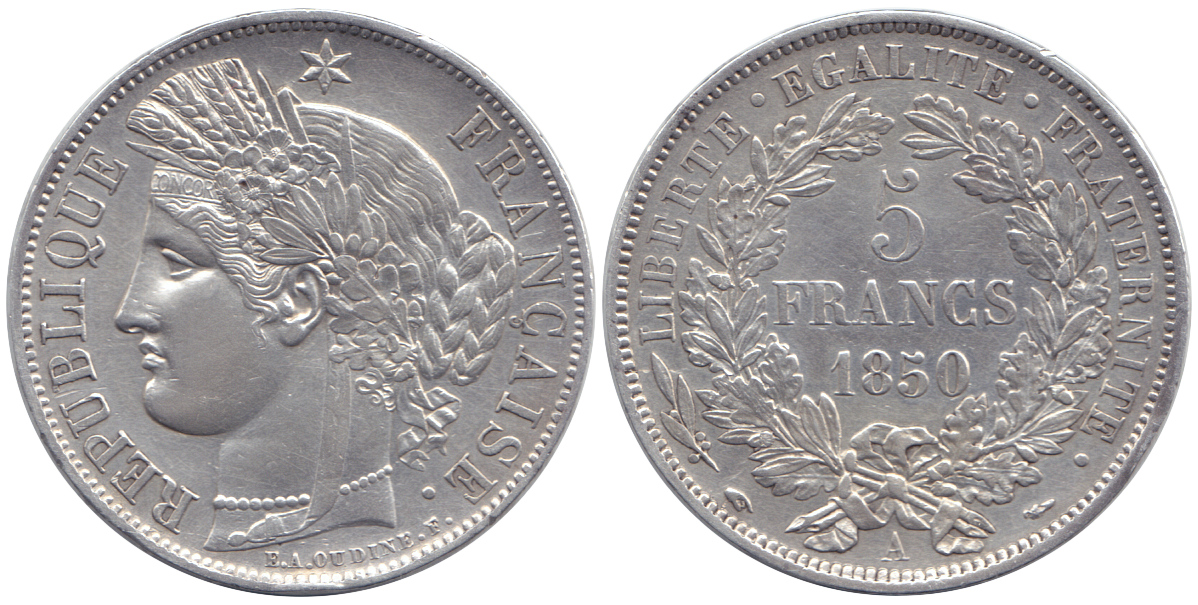
5 francos, 1850, Segunda República Francesa. Silver 900.

As moedas do franco francês primeiramente foram feitas em prata e mais tarde de alumínio, um material barato e leve.

## História
Os primeiros francos foram cunhados em Compiègne em 5 de dezembro de 1360, para ajudar a pagar o resgate do rei João II, capturado pelos ingleses em 19 de setembro de 1356 na Batalha de Poitiers: os ingleses exigiram contra sua liberação a soma de 4 milhões de escudos. Para fazer isso, o regente Carlos V mandou fazer uma nova moeda, um escudo de ouro, mais tarde chamada de "franco a cavalo" (franc à cheval), pesando 3.87 g de ouro fino igual a 1 libra tornesa ou 20 sóis. Esta moeda foi cortada à uma taxa de 63 moedas em um marco de ouro fino de 244,75 g.
O destino do franco foi selado pela ratificação do Tratado de Maastricht em 1992, prevendo uma moeda comum gerida pelo Banco Central Europeu. A partir de 1º de janeiro de 1999, o franco foi substituído pelo euro no contexto das transações bancárias (finanças, cartões bancários e talões de cheques) e, em 1 de janeiro de 2002, as moedas e notas denominadas em francos foram substituídas pelo seus equivalentes em euro. A taxa de conversão é definida em:  6.55957 francos para 1 euro..
Em 17 de fevereiro de 2002, os instrumentos monetários em francos perderam seu curso legal. 17 de fevereiro de 2005 foi o último dia para trocar moedas no Banque de France. Em três anos, o Ministério das Finanças arrecadou assim cerca de 30 000 toneladas de moedas revendidas para serem fundidas, que renderam 200 milhões de euros. O dia 17 de fevereiro de 2012 foi o último dia para trocar notas de franco por euros. Ao contrário de alguns países como Alemanha, que autoriza a troca de cédulas e moedas antigas sem limite de tempo, a França não aceita mais as moedas e cédulas de sua moeda antiga. O Banco da França estima que cerca de 3,9 bilhões de francos não teriam retornado aos seus cofres, ou seja, 600 milhões de euros.